# Max Koenigsbeck
Max Koenigsbeck (* 10. November 1835 in Wehlau, Ostpreußen; † nach 1906) war ein deutscher Lehrer und Gymnasialdirektor in Westpreußen.

## Leben
Max Koenigsbeck besuchte das Gymnasium Braunsberg und studierte seit 1856 Philologie und Pädagogik in Königsberg. Während seines Studiums wurde er 1856 Mitglied der Königsberger Burschenschaft Gothia. 1861 wurde er in Königsberg zum Dr. phil. promoviert. 
1862 absolvierte Koenigsbeck sein Probejahr als Lehrer am Altstädtischen Gymnasium in Königsberg. Seit 1863 war er Hilfslehrer, dann Lehrer am Gymnasium in Braunsberg. 1867 wurde er Lehrer am Gymnasium in Konitz und 1872 dort zum Oberlehrer ernannt.
Seit 1877 war Max Koenigsbeck Prorektor am Gymnasium im schlesischen Ratibor und seit 1879 Direktor im Gymnasium in Strasburg in Westpreußen. 1886 wurde er Direktor in Neustadt in Westpreußen und arbeitete dort bis zu seiner Pensionierung 1903.

## Publikationen (Auswahl)
Max Koenigsbeck verantwortete Schulprogramme von Gymnasien als Direktor und veröffentlichte weitere Schriften.
- De Stoicismo Marci Antonini. Pars I, Königsberg 1861, Dissertation
- De Stoicismi Marci Antonini. Pars II, Konitz 1872
- Dr. Karl Kruse 22. Juni 1898. Festrede zum 70sten Geburtstage, Danzig [1898]
- Ist die Erlaubnis zum Wirtshausbesuch für die Schüler der oberen Klassen vom Standpunkt der Gesundheitslehre und der Sittlichkeit zu rechtfertigen, Leipzig 1907